# Висова-Здруй
Висова-Здруй (пол. Wysowa-Zdrój) — лемківське село в Польщі, у гміні Устя-Горлицьке Горлицького повіту Малопольського воєводства. Населення — 751 особа (2011).

## Географія
Село розташоване в Низьких Бескидах, над річкою Ропа.
На захід лежать Ізби і Ріпки, на південь — Бліхнарка та на словацькому боці Тваріжці Вишні, Стебницька Гута і Цигелка, на схід — Реґетів і на північ — Ганьчова. За 10 км на північ знаходиться центр гміни — Устя Руське.
Село знаходиться в історичній Галичині.

## Статистичні дані
Загальна площа села складає 2019 га (лісів — 1326 га, сільськогосподарських угідь — 618 га. Кількість мешканців села — 689 осіб. Підприємців — 45, селянських і фермерських господарств —120.

## Історія
Село закріпачене у другій половині XIV ст. на німецькому праві, хоча в 1437 р. згадується упосадженим на волоському праві, у дійсності на яке переведене після 1520 р. Гладишами гербу Гриф.
В 1581 р. село ще належало до парохії в Ганьчові, а реєстр 1629 р. уже засвідчує господарство священика. Метричні книги провадились від 1784 р. Висова деякий час була осідком деканального уряду і до виселення українців зберігалися дві скрині деканальних документів. До 1945 р. в селі була греко-католицька парохія Горлицького деканату, до якої також належали Бліхнарка і Гута Висівська.
1680 року власником села був Ян Зборовський.
В 1777 р. конфедерати спалили місцеву церкву.
7.10.1868 р. жителі сіл Висова і Бліхнарка викупили місцевий маєток від поміщика Володислава Войціковського.
В 1879 р. проф. Кароль Трохановський описав місцеві джерела мінеральної води, з чого почалася історія курорту.
1881 року в селі проживало 886 мешканців — лемків.
У 1914 р. за москвофільство 22 жителі села заарештовано і вислано до Талергофу.
До 1945 року було переважно лемківське населення: з 1020 жителів села — 890 українців, 100 поляків (40 при санаторії та 60 в Гуті Висівській) і 30 євреїв. В селі була москвофільська читальня імені Качковського.
Після Другої світової війни Лемківщина, попри сподівання лемків на входження в УРСР, була віддана Польщі, а корінне українське населення примусово-добровільно вивозилося в СРСР. 27 вересня 1945 р. 3 батальйон 32 полку піхоти війська польського разом з міліцією почали виселення українського населення в СРСР, яке тривало майже місяць і завершилось відправленням з Горлиць передостаннього поїзда 23 жовтня з висовянами (20 родин, 86 осіб). Останній же поїзд відправлено в травня 1946 р., яким вивезено 44 родини. У період між 1945 і 1947 роками в цьому районі тривала боротьба підрозділів УПА проти радянських і польських і військ. 156 українців, які зуміли вижити, 8 червня 1947 року під час операції Вісла були ув'язнені в концтаборі Явожно або депортовані на понімецькі землі Польщі, натомість заселено поляків.
У 1975—1998 роках село належало до Новосондецького воєводства.

## Води

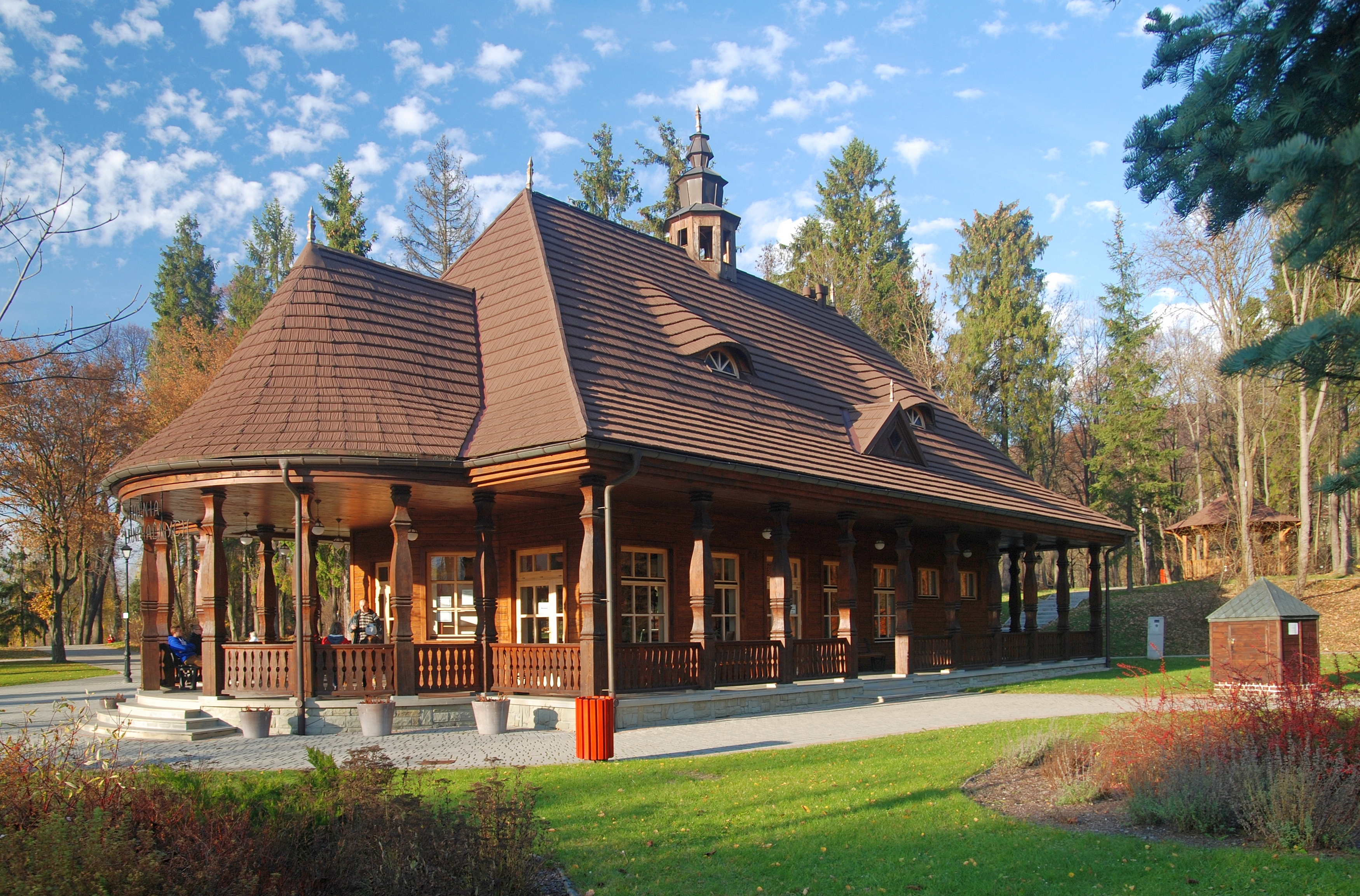
Бювет водного курорту

Наявність мінеральної і лікувальних вод зумовлює діяльність бювету, санаторію і пансіонатів.

### Історія
Виявили мінеральні води ще в наполеонівські часи. Французькі завойовники прямували в 1812 році на захід після поразки. Вони зупинилися у місцевості Висови-Здрую для перепочинку. Купалися, пили воду і це сприяло тому, що вони вилікували хворобу франца (міжнародна назва цієї недуги — сифіліс).
До цього не було таких випадків, бо в ХІХ столітті не існувало ліків.
Активний розвиток оздоровчого краю припадає на 30 роки ХХ століття, саме між Першою та Другою світовими війнами.
Зазвичай заможні люди відпочивали в Швейцарії. Селище Висова-Здруй не користувалося попитом знаті. Сюди почав приїжджати середній клас, який мав менше грошей, але знав про цілющі якості води.
Висова-Здруй та багато інших схожих баз відпочинку привертають увагу навколишнім середовищем, природним парком, красою та сімейною атмосферою. Курорт тут невеличкий, має гарні умови. Можна насолодитися комфортом, на відміну від тих місць, куди приїжджає багато людей на відпочинок. Процес розвитку лікувального осередку відбувався помалу, але з часом отримав великий успіх.

### Різновиди мінеральної води
На теренах села Висова-Здруй є санаторії біля гір, кукортні лікарні, готелі та центри розміщення в бунгало. Відвідувачі селища можуть посмакувати різними водами, які мають високий вміст мінералів і цілющих властивостей. Придбати воду можна прямо у центрі курорту в насосній кімнаті, де знаходиться майже 100-річний спа-парк.

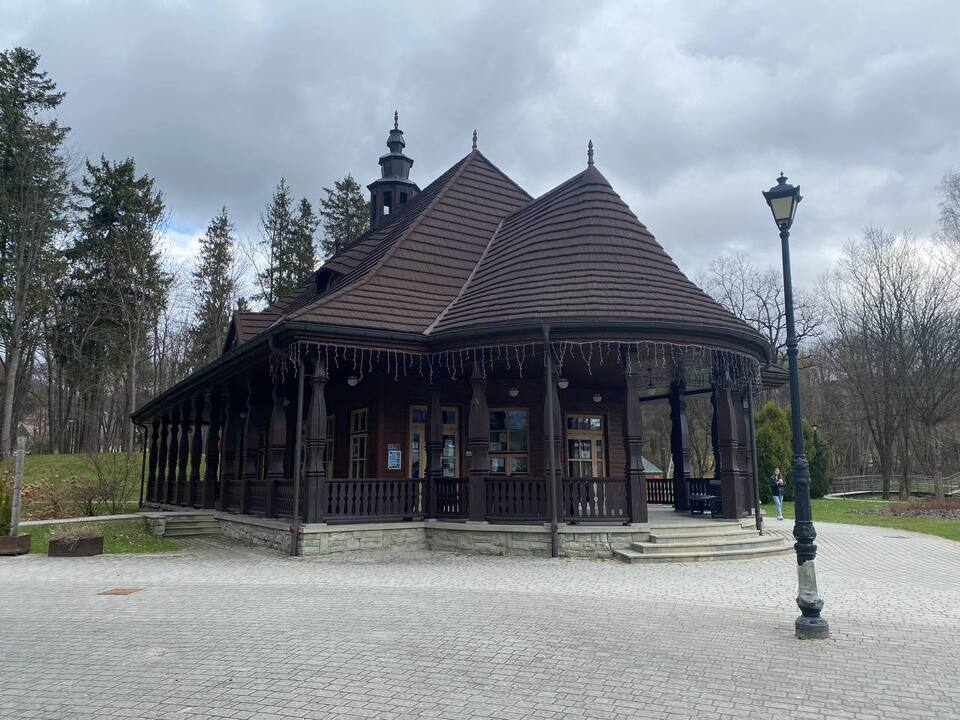
Насосна кімната з мінеральною водою.

Є чотири основні мінеральні води Висови-Здрую: Юзеф, Генрік, Францішек, Висов'янка та інші. Вони славляться своїм складом та мінералізацією.
Вода «Юзеф» — ефективно лікує всі урологічні захворювання. Її корисно вживати при запаленні сечовивідних шляхів і каменях у нирках. Допомагає очищати нирки.
Вода «Генрік» - лікує захворювання шлунку та жовчовивідних шляхів, знижує кислотність в організмі, стабілізує обмін речовин.
Вода «Францішек» — сприяє покращенню обміну речовин, прискорює травлення, лікує печію, виразкову хворобу, дванадцятипалу кишку, хронічний гастрит. Властивий протизапальний ефект. Зменшує наслідки вживання алкоголю.
Вода «Висов'янка» — найпоширеніша вода. Особливий склад мінералів забезпечує підтримання водного та електролітного балансу. Регулює обмін речовин і запобігає зневодненню. Має приємний смак, тому підходить для щоденного вживання.
Деякі види мінеральної води розливають на заводах, тому її можна придбати не лише на курорті, а й у магазинах по всій Польщі та закордоном. Одним із заводів розливу лікувальної води є «Uzdrowisko Wysowa». Підприємство є лауреатом нагород і відзнак.

### Заняття на курорті
Курорт працює цілий рік, але літо — найкращий час для відпочинку. Можна прогулюватися парковою зоною, блукати стежками в лісі та відвідувати курортні процедури. Туристи цінують спокійну атмосферу Висови-Здрую. Це курортне місце вважається одним із найменших у Польщі.
Цікаво те, що на території курортного парку щороку відбувається фестиваль на честь «Рижика» — помаранчевого гриба. Учасники святкового заходу з самого рання збирають гриби в лісі і приносять свою здобич на оцінювання. Хто найбільше збере грибів, той отримує титул короля Рижика. Протягом фестивалю вся територія парку обладнана для приготування та смакування рижиків. Їх смажать, варять, запікають, додають у різні страви, смакують та продають. Такий кулінарний захід став вже місцевою традицією та привертає багато відвідувачів.

## Демографія
Демографічна структура станом на 31 березня 2011 року:
|          | Загалом | Допрацездатний вік | Працездатний вік | Постпрацездатний вік |
| -------- | ------- | ------------------ | ---------------- | -------------------- |
| Чоловіки | 371     | 93                 | 245              | 33                   |
| Жінки    | 380     | 70                 | 224              | 86                   |
| Разом    | 751     | 163                | 469              | 119                  |

## Пам'ятки
Об'єкти, перераховані в реєстрі пам'яток Малопольського воєводства:

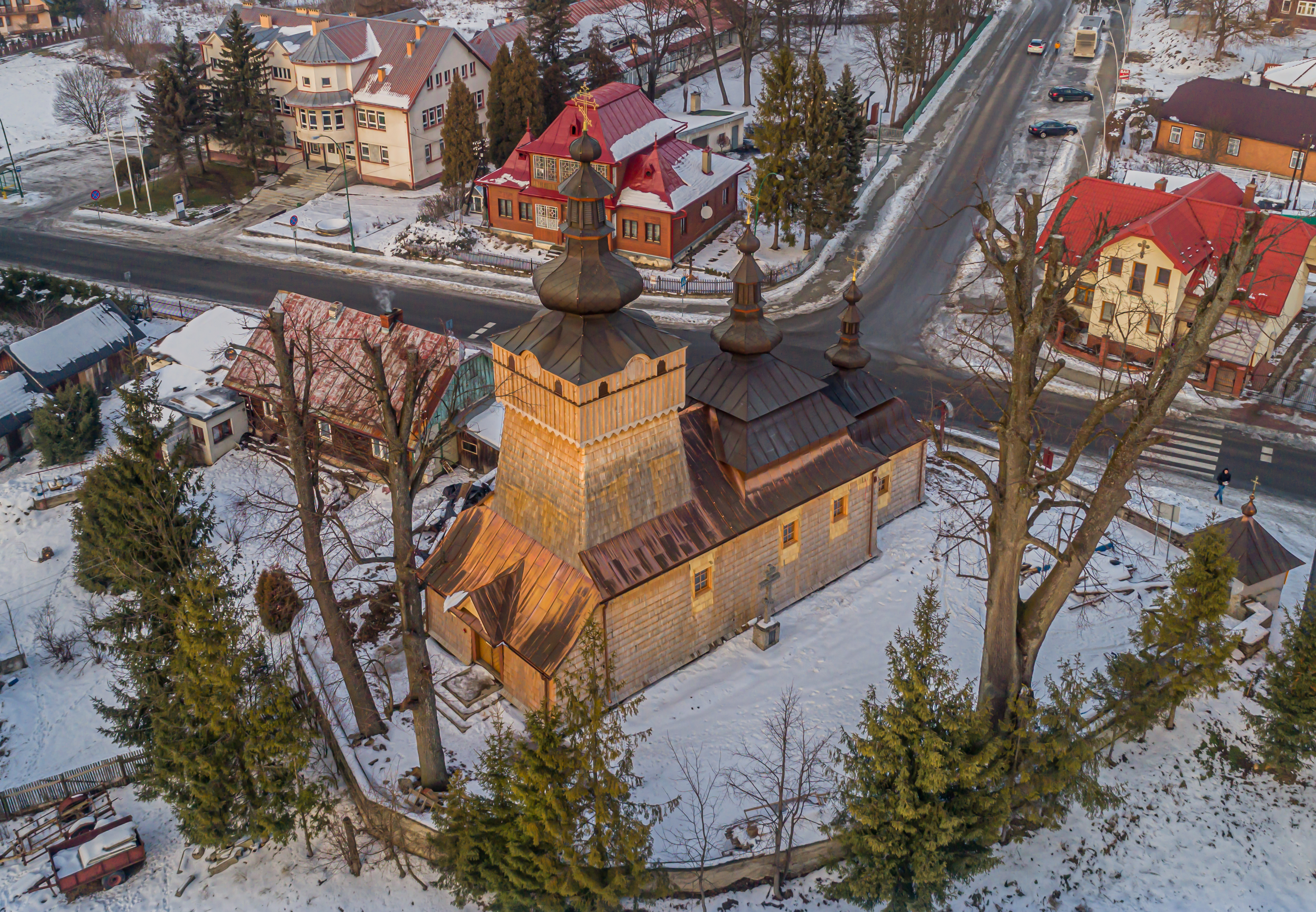
Церква архангела Михаїла

- Колишня греко-католицька дерев'яна церква св. арх. Михаїла, збудована 1779 р., в 2009 р. передана православній громаді.
- Костел парафіяльний 1938 р.
- Військове кладовище № 50 часів Першої світової війни[6].

Інші пам'ятки
- Богослужбова каплиця Покрови Пресвятої Богородиці на горі «Явір», дерев'яна, збудована 1929 р., колишня греко-католицька, тепер — православна.
- Старий санаторій початку XX ст., тепер — готель і кав'ярня.

## Видатні люди
З Висової походить рід Сембратовичів (нащадків семи братів — синів висівського солтиса).